# Have
Il verbo inglese to have può comportarsi come un verbo ausiliare sia come un verbo non ausiliare.
Il suo past simple è had come il suo participio passato.

## Significati dito have

### Come ausiliare
È l'ausiliare usato nella formazione dei tempi composti. Esempio: I have done (present perfect) , I had worked (past perfect), I have been walking (present perfect continuous).

### Come verbo lessicale
Possiede significati "statici" e "dinamici":
Statici: 
- I still have a lot of work to do (Ho ancora molto lavoro da fare)
- I have no place to go (Non ho un posto dove andare)
- I don't have a credit card (Non ho una carta di credito)
- She has a younger brother (Ha un fratello più giovane)
- He has a headache (Ha il mal di testa).
- Does he have a college degree? (Ha un titolo di studio universitario?)

In tutti questi casi, limitatamente al tempo presente semplice, può essere sostituito dall'espressione (più informale) have got (I've got no place to go, She's got a younger brother, I haven't got a credit card, ecc.; ma, al passato, è possibile solo I had no place to go, I didn't have a credit card, ecc.)
Dinamici:
- I had some good news. (Ho ricevuto delle buone notizie)
- Are you having a good time? (Ti stai divertendo?)
- To have breakfast/lunch/dinner (Fare colazione/pranzare/cenare).
- I had fish for dinner (Ho mangiato pesce a cena).
- Have a listen (Ascolta).
- We're going to have a party (Daremo una festa).
- I had my hair cut (Mi sono fatto tagliare i capelli).

Inoltre, l'espressione have to (o have got to) significa "dovere":
- I have to go now/I've got to go now. (Devo andare adesso.)
- You have to be kidding./You've got to be kidding. (Stai scherzando?)

Ma notare il significato assunto dalla forma negativa di tale espressione:
- She doesn't have to stay (Non è necessario che lei rimanga).